# Tubercithorax
Tubercithorax is een geslacht van spinnen uit de familie hangmatspinnen (Linyphiidae).

## Soorten
De volgende soorten zijn bij het geslacht ingedeeld:
- Tubercithorax furcifer Eskov, 1988
- Tubercithorax subarcticus (Tanasevitch, 1984)